# 내 여자친구와 소꿉친구가 완전 수라장
《내 여자친구와 소꿉친구가 완전 수라장》(일본어: 俺の彼女と幼なじみが修羅場すぎる 오레노 카노죠토 오사나나지미가 슈라바스기루[*])는 일본의 작가 유우지 유우지가 쓰고 루로오가 삽화를 담당한 라이트 노벨이다. GA 문고(소프트뱅크 크리에이티브)에서 발매되고 있으며 대한민국에서는 영상출판미디어㈜의 노블엔진으로 발매되었다.
스퀘어 에닉스의 만화 잡지 월간 간간 JOKER 2011년 7월호부터 2014년 4월호까지 만화화 작품의 연재되었다. 작화는 나나스케가 담당. 또한, 2011년 10월 25일 발매되는 『월간 빅 간간』의 창간호부터, 유우지 유우지가 시나리오, 이나세 신야가 작화를 담당하는 스핀오프 만화 『내 여자친구와 소꿉친구가 완전 수라장+H』가, 『영 간간』에서는 2011년 10월 21일 발매호부터 4컷 만화, 『내 여자친구와 소꿉친구가 완전 수라장 4코마』가 연재되고 있다.
2012년 7월 애니메이션화가 발표되어, 2013년 1월 5일부터 TOKYO MX, 아사히 방송, BS11 등에서 방송되었다. 대한민국에서는 애니플러스에서 방송되었다. 약칭은 「오레슈라」(俺修羅).

## 등장인물
키도 에이타(季堂 鋭太)
남자주인공. 고등학생이 되어서 전교1등이다.
중학생 때 중2병에 걸려서 노트에 남이 읽기에 민망한 글을 써 놓았는데 그걸 나츠카와 마스즈가 가져가서 어쩔 수 없이 남자친구인 척 연기하나, 나중에 마스즈와 정식으로 사귀게 된다.
하루사키 치와(春咲 千和)
키도 에이타의 소꿉친구. 검도를 배웠으나 사고로 인하여 포기하였다.
나츠카와 마스즈(夏川 真涼)
노르웨이에 있는 아버지의 딸로, 사람들이 원하는대로 연기하다 자신을 잊어버린다.
키도 에이타의 여자친구.
아키시노 히메카(秋篠 姫香)
에이타 전생의 여자친구.
후유우미 아이(冬海 愛衣)
키도 에이타의 소꿉친구로 유치원 때 같은 별반이였고 에이타를 탓군이라 부른다.
나츠카와 마나(夏川 真那)
나츠카와 마스즈의 동생.
아소이 카오루(遊井 カオル)
에이타의 절친한 친구.
키류 사에코(桐生 冴子)
키도 에이타의 이모.

## 단행본 목록
| 도서명                                 | 판본            | 초판 발행일      | ISBN                   | 비고                                            |
| -------------------------------------- | --------------- | ---------------- | ---------------------- | ----------------------------------------------- |
| 내 여자친구와 소꿉친구가 완전 수라장 1 | 일본어판        | 2011년 2월 28일  | ISBN 978-4-7973-6396-8 |                                                 |
| 내 여자친구와 소꿉친구가 완전 수라장 1 | 한국어판 한정판 | 2011년 12월 1일  | ISBN 978-89-6526-671-6 | 2012년 달력, 책갈피 미니 핀버튼 2종 포함 한정판 |
| 내 여자친구와 소꿉친구가 완전 수라장 1 | 한국어판 통상판 | 2011년 12월 1일  | ISBN 978-89-6526-661-7 |                                                 |
| 내 여자친구와 소꿉친구가 완전 수라장 2 | 일본어판        | 2011년 6월 30일  | ISBN 978-4-7973-6561-0 |                                                 |
| 내 여자친구와 소꿉친구가 완전 수라장 2 | 한국어판        | 2012년 2월 1일   | ISBN 978-89-6526-763-8 |                                                 |
| 내 여자친구와 소꿉친구가 완전 수라장 3 | 일본어판 한정판 | 2011년 9월 30일  | ISBN 978-4-7973-6679-2 | 소책자 포함 한정판                              |
| 내 여자친구와 소꿉친구가 완전 수라장 3 | 일본어판 통상판 | 2011년 9월 30일  | ISBN 978-4-7973-6678-5 |                                                 |
| 내 여자친구와 소꿉친구가 완전 수라장 3 | 한국어판        | 2012년 4월 1일   | ISBN 978-89-6526-881-9 |                                                 |
| 내 여자친구와 소꿉친구가 완전 수라장 4 | 일본어판        | 2011년 12월 31일 | ISBN 978-4-7973-6815-4 |                                                 |
| 내 여자친구와 소꿉친구가 완전 수라장 4 | 한국어판        | 2012년 8월 1일   | ISBN 978-89-6730-072-2 |                                                 |
| 내 여자친구와 소꿉친구가 완전 수라장 5 | 일본어판        | 2012년 7월 17일  | ISBN 978-4-7973-6971-7 |                                                 |
| 내 여자친구와 소꿉친구가 완전 수라장 5 | 한국어판        | 2012년 12월 1일  | ISBN 978-89-6730-273-3 |                                                 |
| 내 여자친구와 소꿉친구가 완전 수라장 6 | 일본어판        | 2013년 1월 ?일   | ISBN 978-4-7973-7284-7 |                                                 |
| 내 여자친구와 소꿉친구가 완전 수라장 6 | 한국어판        | 2013년 5월 1일   | ISBN 978-89-6730-511-6 |                                                 |